# Muraviinîk, Novhorod-Siverskîi
Muraviinîk (în ucraineană Муравійник) este un sat în comuna Popivka din raionul Novhorod-Siverskîi, regiunea Cernihiv, Ucraina.

## Demografie
Componența lingvistică a localității Muraviinîk
     Ucraineană (94,94%)
     Rusă (5,06%)
Conform recensământului din 2001, majoritatea populației localității Muraviinîk era vorbitoare de ucraineană (94,94%), existând în minoritate și vorbitori de rusă (5,06%).